# Atelopus carrikeri
Atelopus carrikeri is een kikker uit de familie padden (Bufonidae) en het geslacht klompvoetkikkers (Atelopus). De soort werd voor het eerst wetenschappelijk beschreven door Alexander Grant Ruthven in 1916.
Atelopus carrikeri leeft in delen van Zuid-Amerika en komt endemisch voor in Colombia. De kikker is bekend van een hoogte van 2350 tot 4800 meter boven zeeniveau. De soort komt in een relatief klein gebied voor en is hierdoor kwetsbaar. Door de internationale natuurbeschermingsorganisatie IUCN wordt de soort beschouwd als 'kritiek'.
Atelopus carrikeri wordt ongeveer vijf tot zes centimeter lang, de mannetjes blijven wat kleiner rond de vier cm. Het lichaam is geheel zwart, maar er komen ook rode kleurvormen voor. De kikkervisjes worden ongeveer twee keer zo lang als die van andere klompvoetkikkers.